# Newport (bykommun i New York)
Newport är en bykommun (village) i Herkimer County i delstaten New York, USA. Den ingår i kommunen Newport, men har ett visst kommunalt självstyre.